# Tommy Smith (football, 1945)
Pour les articles homonymes, voir Tommy Smith et Smith.
Thomas Smith, dit Tommy Smith, né le 5 avril 1945 à Liverpool (Angleterre), et mort le 12 avril 2019 à Crosby, est un footballeur international britannique qui évolue au poste de défenseur entre 1963 et 1979.
Il inscrit 48 buts en 639 matchs sous le maillot de Liverpool entre 1963 et 1978.

## Biographie
Atteint de la maladie d'Alzheimer, Smith décède le 12 avril 2019 à l'âge de 74 ans.

## Palmarès

### Avec Liverpool
- Vainqueur de la Coupe des clubs champions européens en 1977.
- Vainqueur de la Coupe UEFA en 1973 et 1976.
- Vainqueur de la Supercoupe de l'UEFA en 1977.
- Champion d'Angleterre en 1964, 1966, 1973, 1976 et 1977.
- Vainqueur de la Coupe d'Angleterre en 1965 et 1974.
- Vainqueur du Community Shield en 1964, 1965, 1966, 1974, 1976 et 1977.